# اتود اپوس ۱۰ ، شماره ۳ (شوپن)
اتود اپوس ۱۰، شماره ۳ (انگلیسی: Étude Op. 10, No. 3) در می ماژور، یک اتود برای پیانو سولو است که توسط فردریک شوپن در سال ۱۸۳۲ ساخته شد.